# Liste der Fließgewässer im Flusssystem Steinach (Rodach)
Die Liste der Fließgewässer im Flusssystem Steinach umfasst alle direkten und indirekten Zuflüsse der Steinach, soweit sie namentlich auf der Topographischen Karte 1:10000 Bayern Nord (DK 10), im Kartenwerk des Stadtplandienstes der Euro-Cities AG oder im Kartenservicesystem des Bayerischen Landesamts für Umwelt (LfU) aufgeführt werden. Weitere Quellbelege werden einzeln aufgeführt. Namenlose Zuläufe und Abzweigungen werden nicht berücksichtigt. Wenn sich der Gewässername nach dem Zusammenfluss zweier Gewässerabschnitte ändert, werden die beiden Zuflüsse als Quellzuflüsse separat angeführt, ansonsten erscheint der Teilbereichsname in Klammern. Die Längenangaben werden auf eine Nachkommastelle gerundet. Die Fließgewässer werden jeweils flussabwärts aufgeführt. Die orografische Richtungsangabe bezieht sich auf das direkt übergeordnete Gewässer.

## Steinach
Die Steinach ist ein 46,9 km langer rechter Zufluss der Rodach in Thüringen und Oberfranken.

## Zuflüsse
Direkte und indirekte Zuflüsse der Steinach
- Schmiedsbach[1] (links)
- Alte Mutter (links)
- Lauscha (links)
  - Faule Lauscha[2] (rechts)
  - Schmiedsbach[3] (rechts)
- Göritz (rechts), 6,0 km
  - Pechgraben (rechts)
    - Weißbach (links)
- Goldbach (rechts)
- Steinbächlein[4]
- Langer Bach (rechts)
- Tröbach (links)
- Seifertstiegel (links)
- Fichtelbach (rechts)
- Engnitz (links)
  - Rögitz (rechter Quellbach)
    - Großer Bärenbach (rechts)

  - Oelse (linker Quellbach)
    - Rutsch (rechts)
    - Rote Pfütze (links)
    - Langebach (rechts)
    - Pfmersbach (links)
    - Moosebach (rechts)
    - Verlorenes Wasser (links)
    - Kleiner Bärenbach (rechts)
    - Wolfgründle (links)

  - Bocksbach (links)
- Glasbach (links)
  - Kothersgrund (links)
- Steinbach (links)
- Dorfbach (rechts)
- Rohgraben (links)
- Müßgraben (rechts)
- Rothenbach (rechts)
  - Rodesgraben (rechts)
- Wasunger Bach (rechts)
  - Fichtinggraben (links)
  - Aicha (links)
  - Fechen (links)
  - Kraigraben (rechts)
- Lindenbach (Gemeinde Graben) (links)
- Weikenbach (rechts)
  - Weichenbach (linker Quellbach)
  - Zedersbach (rechter Quellbach)
  - Plestner Graben (links)
- Föritz (links)
  - Schwarza (links)
  - Rottenbach (links)
  - Pfadenmusgraben (links)
  - Hummelberggraben (links)
  - Untere Föritz (links)
    - Föritzbächlein (linker Quellbach)
    - Öfelsgraben (rechter Quellbach)

  - Dorfteichgraben (rechts)
  - Mühlgraben (rechts)
  - Schönenseebach (links)
  - Pfaffenseegraben (rechts)
- Bertholdbach (rechts)
  - Weidelsbach (rechts)
  - Daumersgraben (links)
- Rinnlesgraben (links)
  - Siebenleitengraben (rechts)
- Krebsbach (links)
  - Vierlitzenbach (links)
- Schleichersgraben (rechts)
- Hetzengraben (links)
- Brandgraben (rechts)

## Flusssystem Rodach
Liste der Fließgewässer im Flusssystem Rodach